# Grădina Zmeilor
Grădina Zmeilor este o arie protejată de interes național ce corespunde categoriei a IV-a IUCN (rezervație naturală de tip geologic, floristic, faunistic și peisagistic), situată  în județul Sălaj, pe teritoriul administrativ al comunei Bălan.

## Localizare
Aria naturală protejată se află în partea central-estică a județului Sălaj, la 10 km. distanță față de orașul Jibou, în bazinul Almașului, pe teritoriul vestic al satului Gâlgău Almașului, în imediata apropiere a drumului național DN1H care leagă municipiul Zalău de Jibou.

## Descriere
Rezervația naturală Grădina Zmeilor (RONPA0699) a fost declarată arie protejată prin Legea Nr.5 din 6 martie 2000 (privind aprobarea Planului de amenajare a teritoriului național - Secțiunea a III-a - zone protejate) și se întinde pe o suprafață de 3 hectare.
Arealul „Grădina Zmeilor” prezintă o zonă naturală (din Podișul Someșan, subunitate geomorfologică a Depresiunii colinare transilvane), ce cuprinde un ansamblu neregulat de stânci (Fata Cătanii, Zmeul și Zmeoaica, Moșu, Călugării, Căpitanul, Acul Cleopatrei, Soldații, Eva, Dorobanțul, Degețelul, Sfinxul), cu forme bizare (turnuri, ciuperci, ace, abrupturi stâncoase), dispuse la baza dealului „Dumbrava”.
Formațiunile geologice (atribuite perioadei holocenului) alcătuite din gresii (de culoare cenușiu-gălbuie) cu intercalații de microconglomerate, s-au format prin acțiunile repetate ale aerului (îngheț-dezgheț, vânt, temperatură), apei (spălare, șiroire) și a proceselor gravitaționale (prăbușiri, surpări) desfășurate de-a lungul timpului.

## Biodiversitate
Flora lemnoasă a rezervației este constituită din arbori și arbusti, cu specii de: carpen (Carpinus betulus), fag (Fagus silvatica), stejar (Quercus robur), cer (Quercus cerris), tei pucios (Tilia cordata), frasin (Fraxinus excelsior), plop tremurător (Populus tremula), alun (Corylus avellana), sânger (Cornus sanguinea), corn (Cornus mas), lemnul câinelui (Ligustrum vulgare), păducel (Crataegus monogyna), mur (Rubus fruticosus), măceș (Rosa canina).

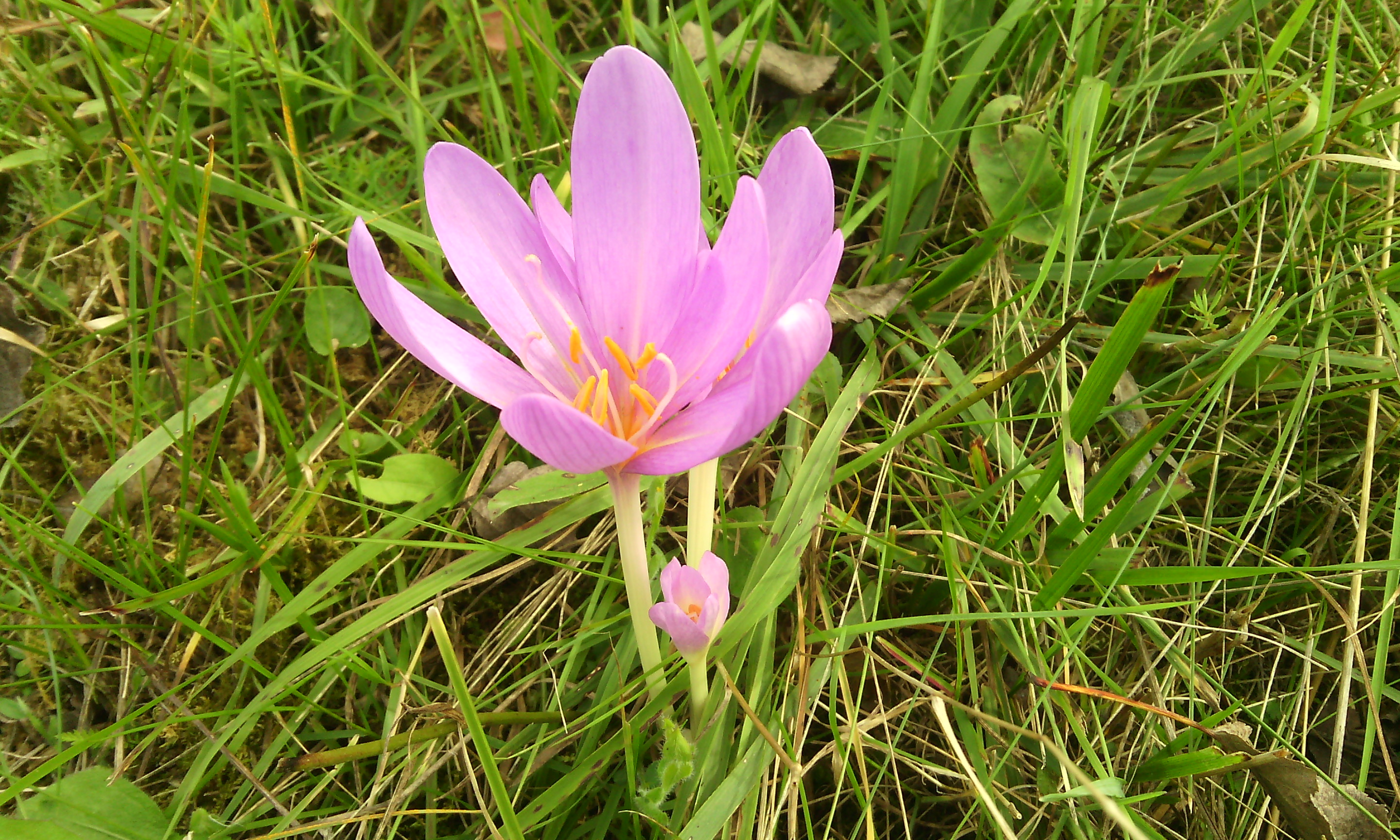
Brândușă de toamnă (Colchicum autumnale)

La nivelul ierburilor este întâlnită o gamă floristică diversă, constituită în cea mai mare parte din plante cu specii mediteranene, daco-balcanice, pontice sau panonice (unele endemice sau aflate pe lista roșie a IUCN) enumerate în anexa I-a a Directivei CE 92/43/CE din 21 mai 1992 (privind conservarea habitatelor naturale și a speciilor de faună și floră sălbatică).
Specii floristice semnalate în rezervație: laptele cucului (Euphorbya amygdaloides), păștiță (Anemone nemerosa), osul iepurelui (Ononis spinosa), plămânărică (Pulmonaria officinalis), vinariță (Asperula odorata), sânișoară (Sanicula europaea), frag (Fragaria vesca), găinușe (Isopyrum thalictroides), brebenel (Corydalis solida), ciclamen (Cyclamen purpurascens), rostopască (Chelidonium majus), talpa gâștii (Leonurus cardiaca), tătăneasă (Symphytum officinale), traista-ciobanului (Capsella bursa-pastoris), țintaură (Centaurium umbellatum), viorea (Scilla bifolia), măcrișul iepurelui (Oxalis acetosella), silnic (Glechoma hirsuta), brândușă de toamnă (Colchicum autumnale), sânzâiană (Galium verum), margaretă (Leucanthemum vulgare), sunătoare (Hypericum perforatum), ghiocel (Galanthus nivalis), podbal (Tussilago farfara), scai vânăt (Eringium planum), coada-calului (Equisetum arvense), ciuboțica cucului (Primula veris), coada șoricelului (Achillea millefolium), păpădie (Taraxacum officinale) sau mentă (Mentha piperita).

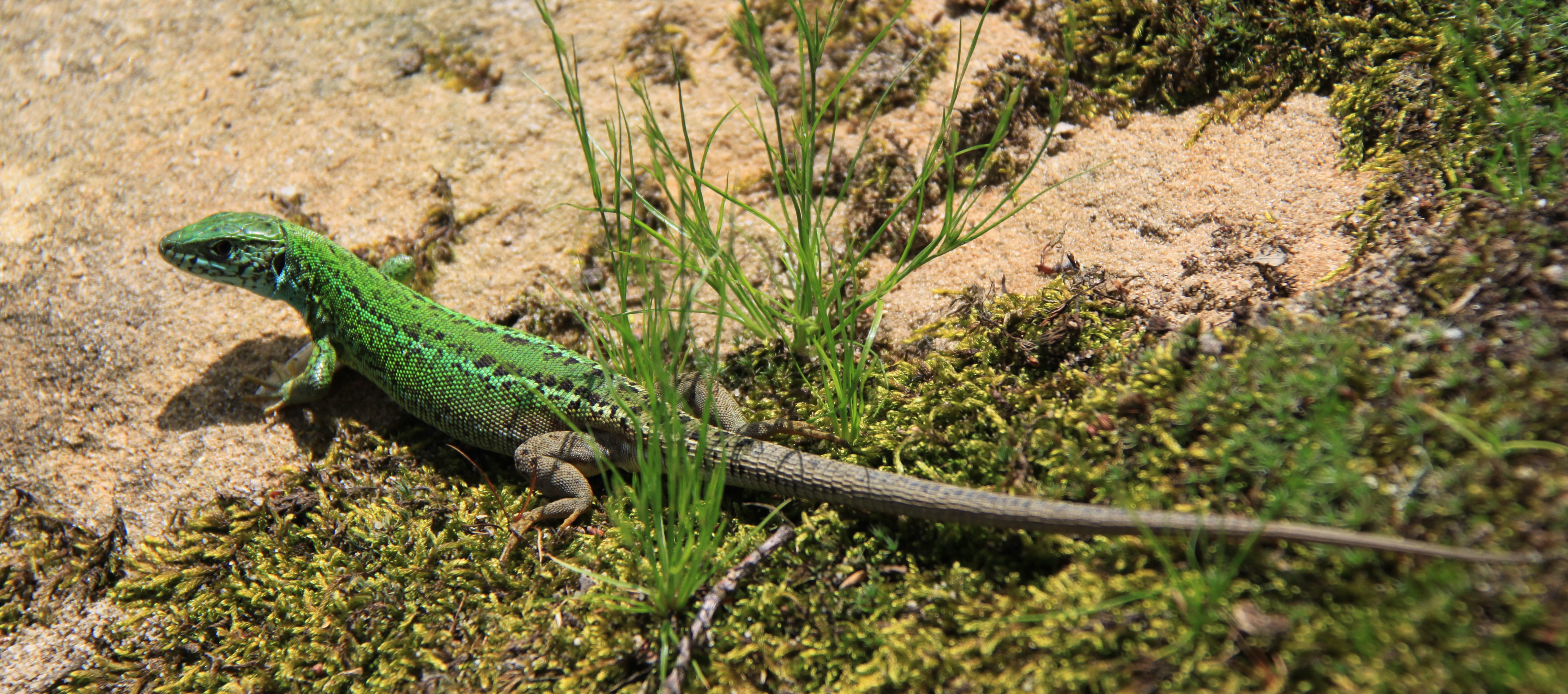
Gușter (Lacerta viridis)

Fauna ariei naturale are în componență o gamă diversă de mamifere, păsări, reptile,  amfibieni și insecte;  dintre care unele protejate prin aceeași Directivă a Consiliului European (anexa I-a) 92/43/CE din 21 mai 1992 sau aflate pe lista roșie a IUCN; astfel; mamifere cu specii de: mistreț (Sus scrofa), veveriță (Sciurus carolinensis), vulpe roșcată (Vulpes vulpes), iepure de câmp (Lepus europaeus); păsări: ciocănitoare neagră (Dryocopus martius), ciocănitoare de munte (Picoides tridactylus),  pițigoi de brădet (Parus atus), cuc (Cuculus canorus), pupăză (Upupa epops), mierlă (Turdus merula), gaiță albastră (Garrulus glandarius), cinteză (Fringilla coelebs); reptile și amfibieni: șarpele orb (Anguis fragilis), gușter (Lacerta viridis), salamandra de foc (Salamandra salamandra) și o libelulă din specia Calopteryx splendens.

## Căi de acces
- Drumul național DN1F, pe ruta: Zalău - Românași - Sânmihaiu Almașului - drumul național DN1G în direcția Hida - Chendrea - Bălan - Chechiș - Gâlgău Almașului.
- Drumul național DN1H, pe ruta: Jibou - Var - Tihău - drumul național DN1G până la Gâlgău Almașului.

## Monumente și atracții turistice

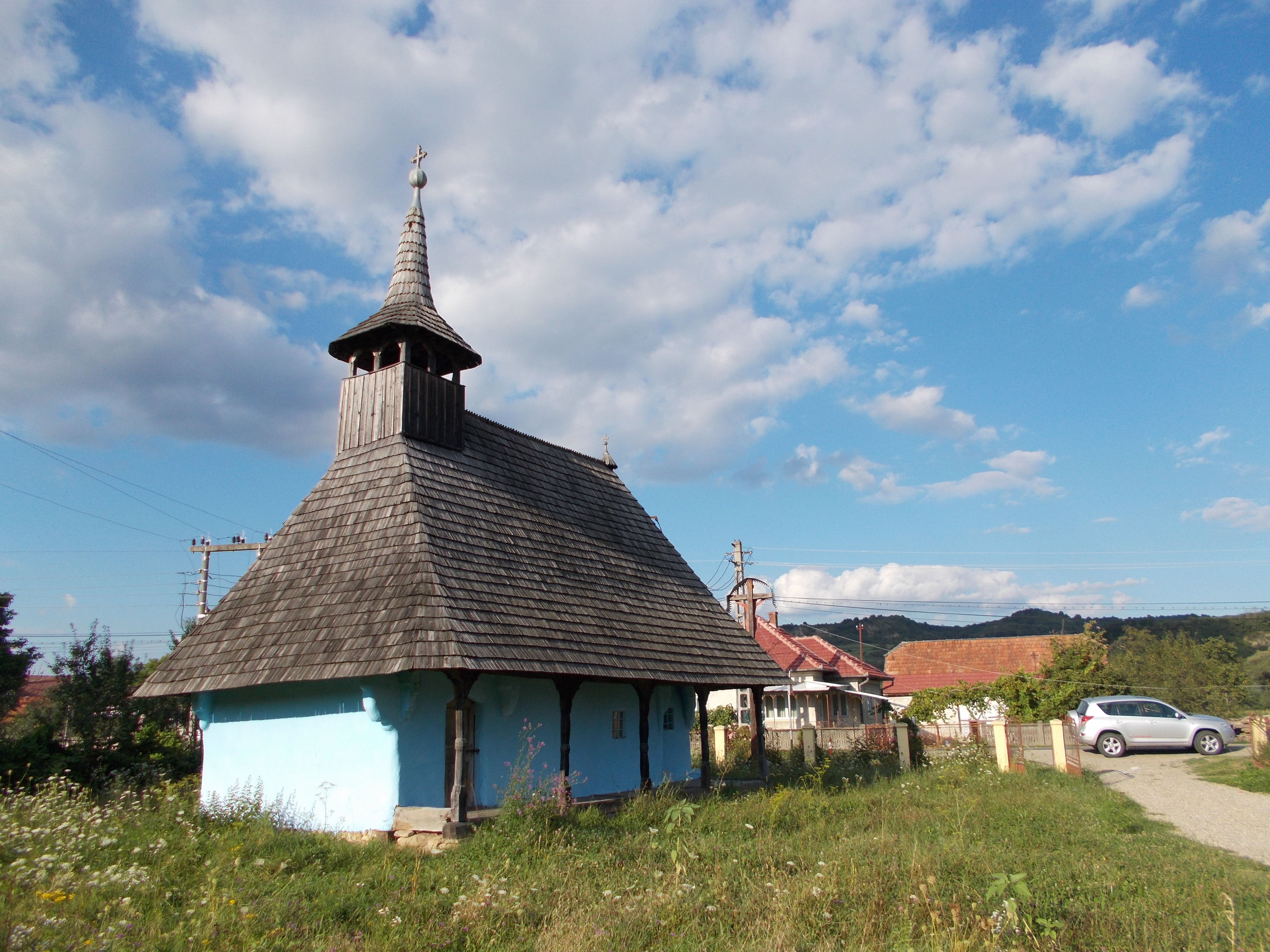
Biserica de lemn din Bălan Cricova

În vecinătatea rezervației naturale se află câteva obiective de interes istoric, cultural și turistic (lăcașuri de cult, castele, situri arheologice, zone de agrement); astfel:
- Biserica de lemn "Adormirea Maicii Domnului" din Bălan Cricova, construcție secolul al XVII-lea, monument istoric.
- Biserica de lemn din Husia (construcție 1848), monument istoric.
- Biserica de lemn "Sf. Arhangheli Mihail și Gavriil" din Bălan Josani, construcție 1695, monument istoric.
- Biserica de lemn "Adormirea Maicii Domnului" a fostei mănăstiri Bălan, construcție secolul al XIX-lea, monument istoric.
- Biserica de lemn "Sf. Apostoli Petru și Pavel" din Var, construcție secolul al XVIII-lea, monument istoric.
- Grădina Botanică a Institutului de Cercetări Biologice din Jibou.
- Ansamblul castelului Wesselényi din Jibou, construcție 1779 - 1810, monument istoric.
- Rezervația naturală Calcarele de Rona (0,5 ha).
- Situl arheologic de la Chendrea (așezare atribuită perioadei Neolitic, Cultura Criș).

## Imagini

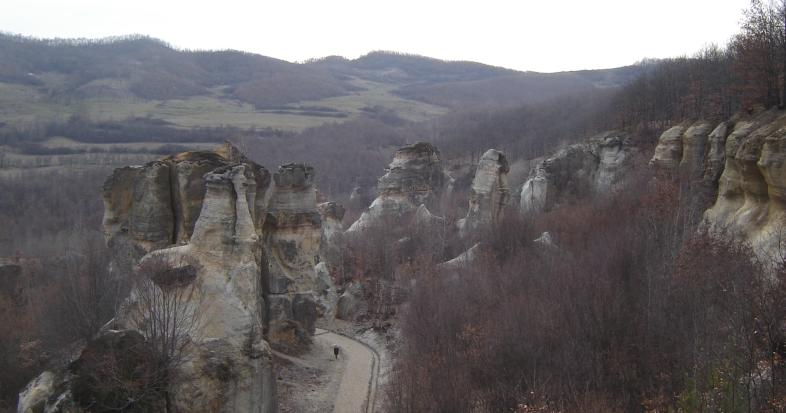
Priveliște asupra Grădinii Zmeilor
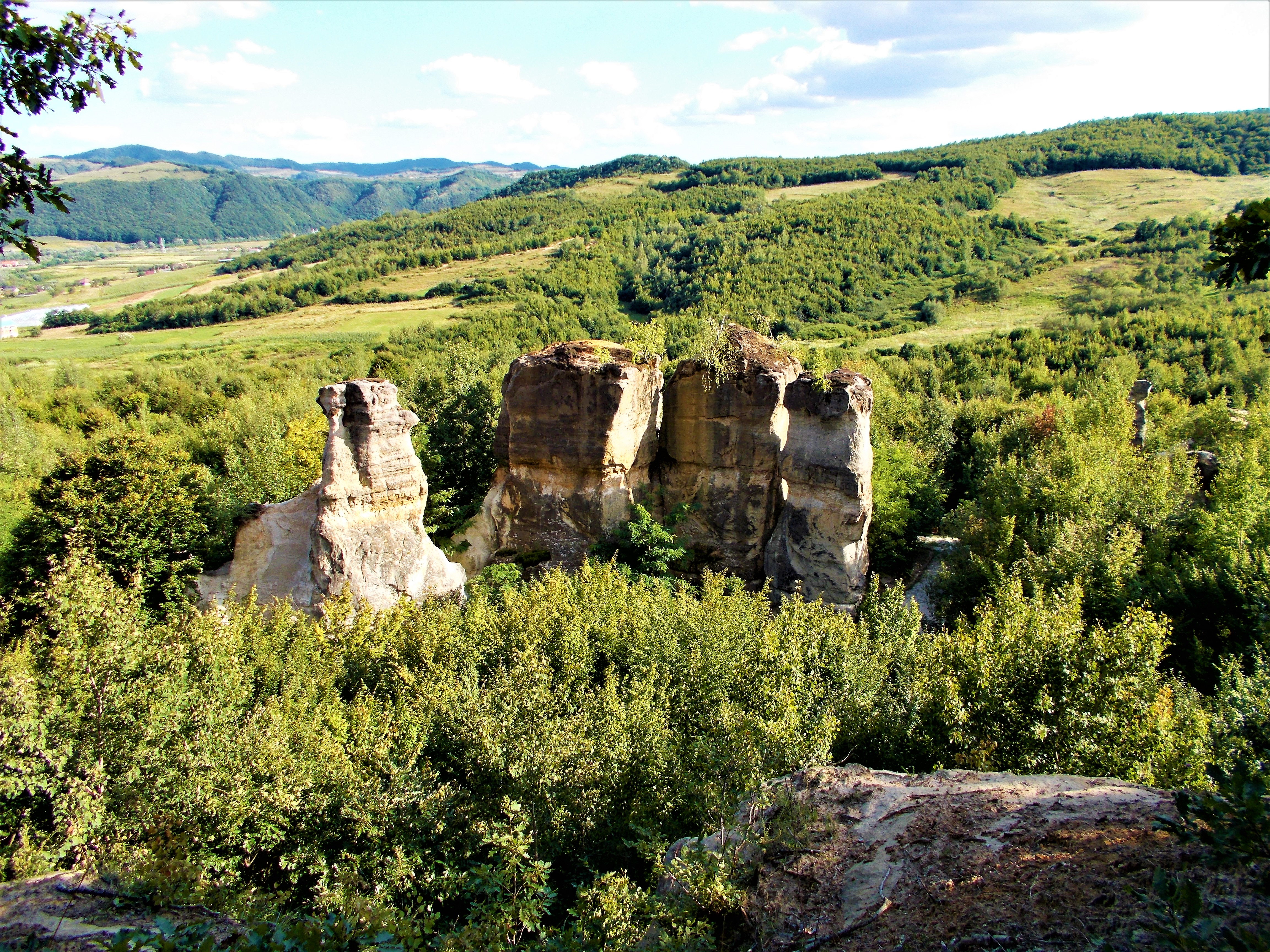
Imagine din rezervație, august 2016
Formaţiuni geologice în arealul rezervaţiei
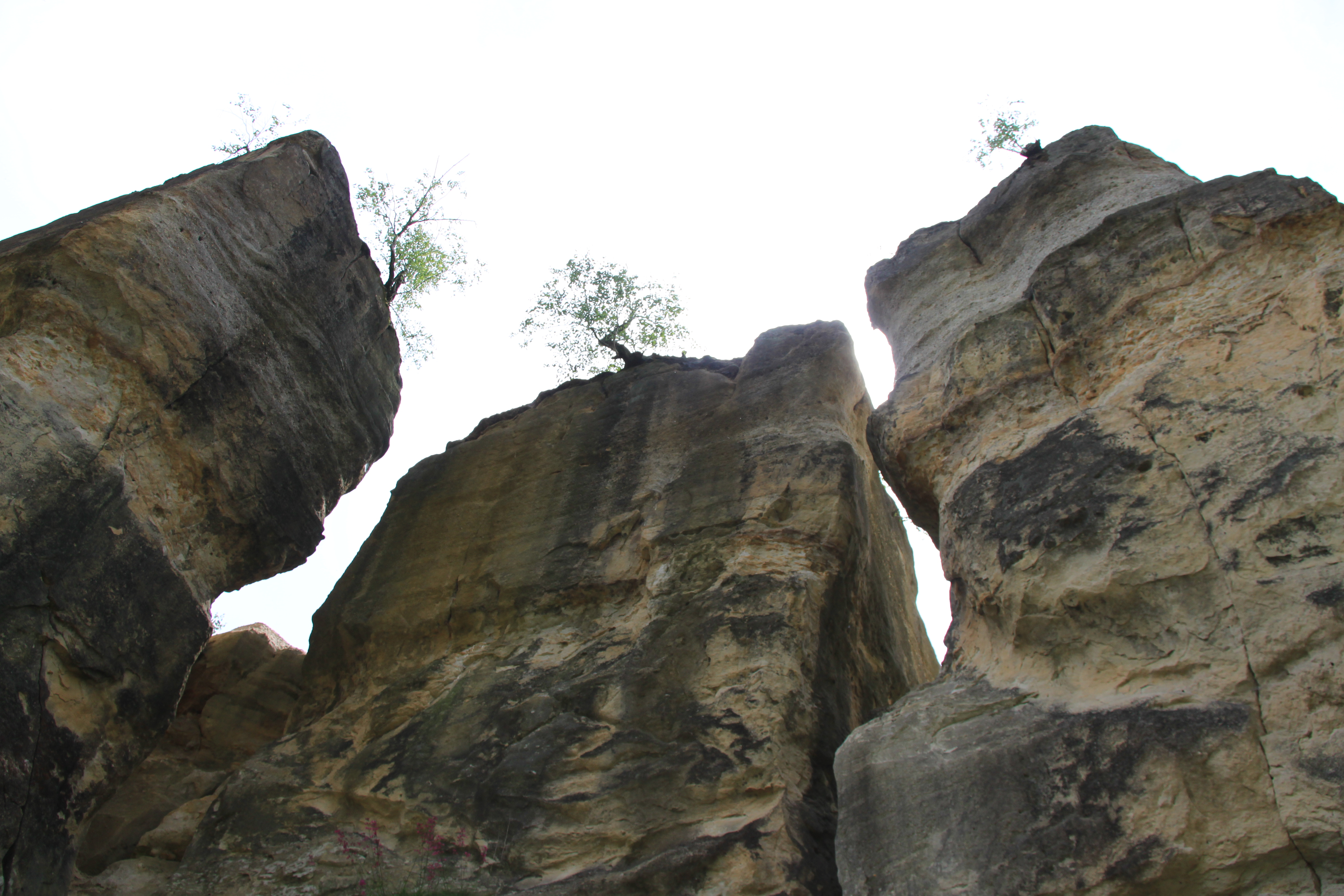
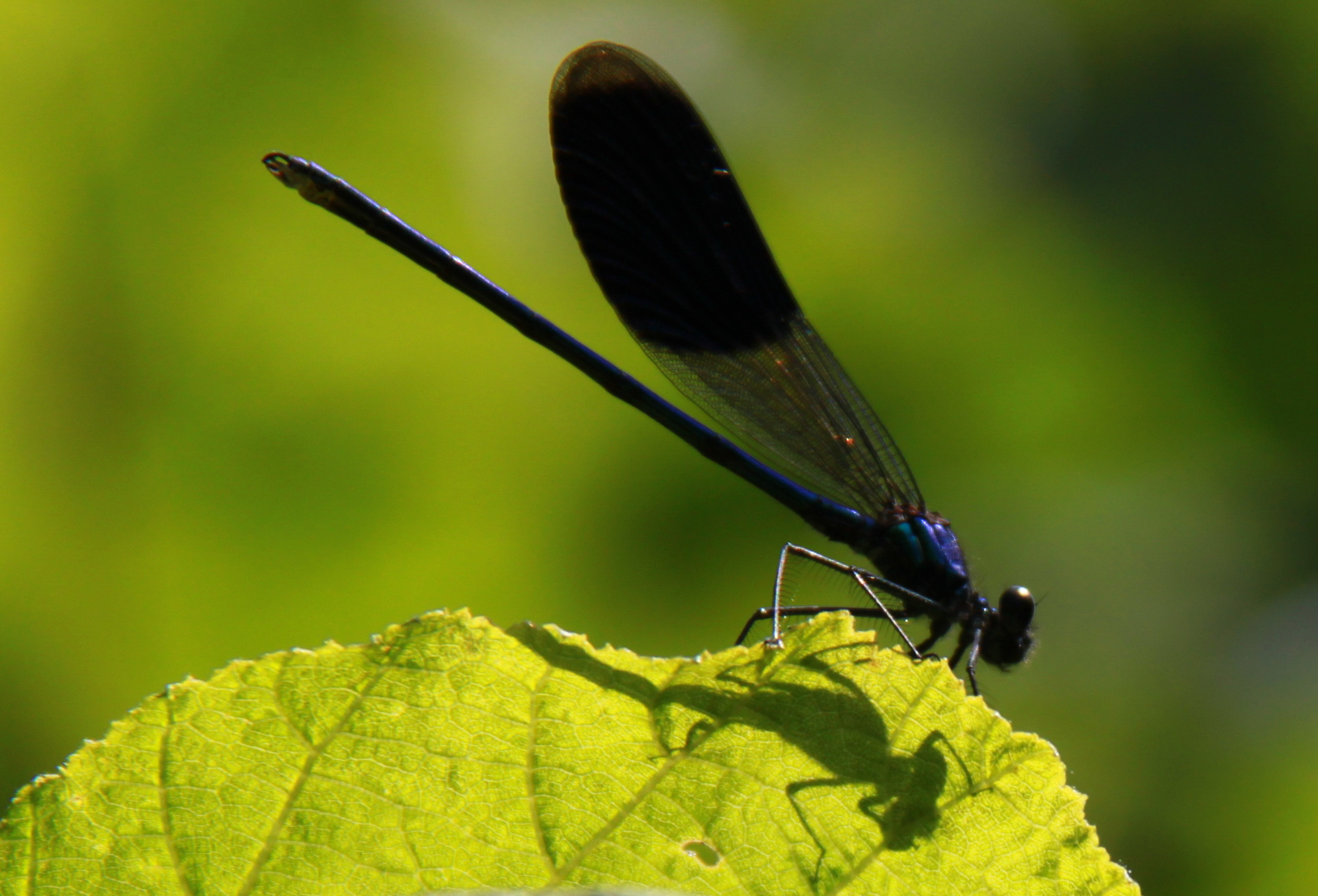
Calopteryx splendens
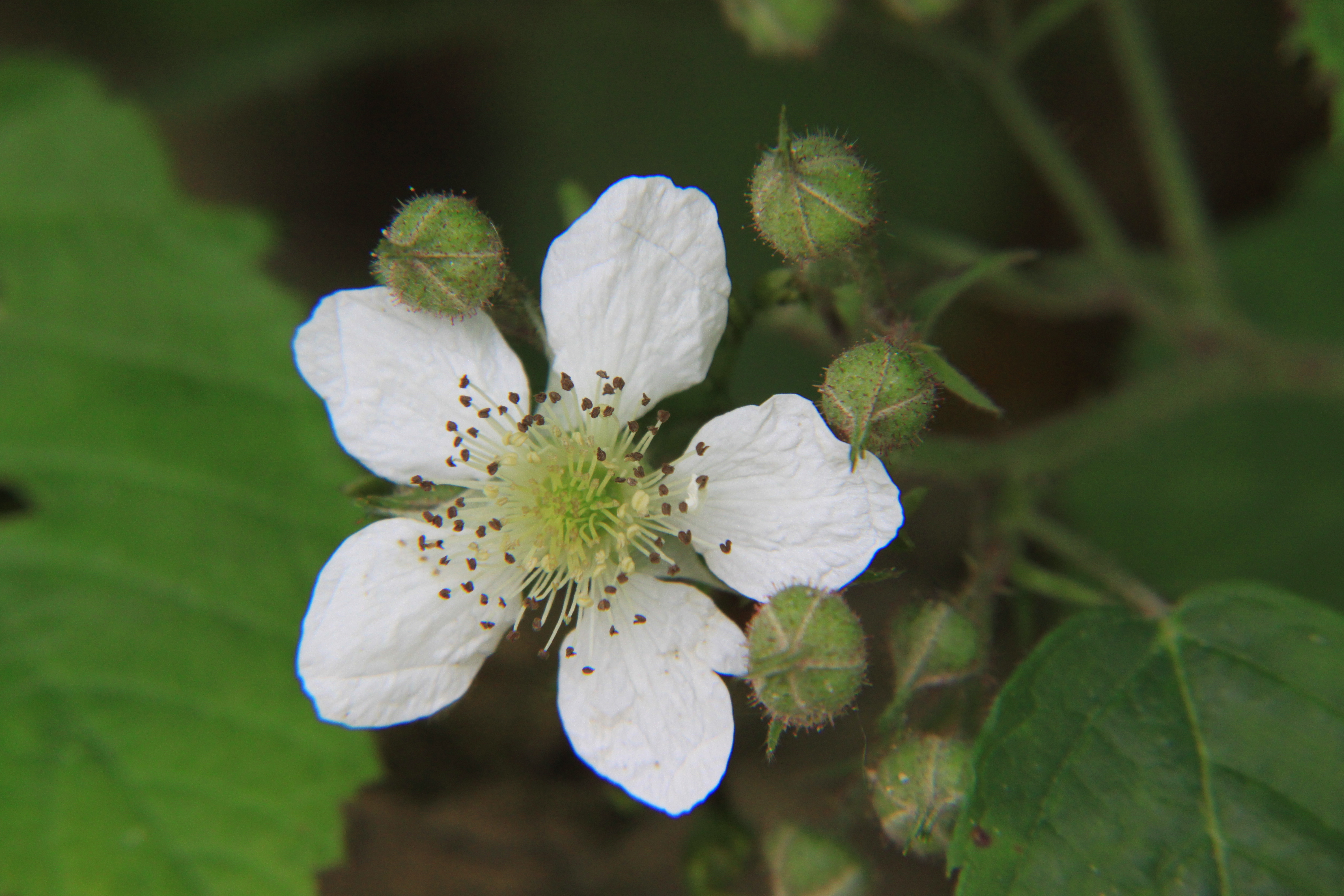